# Битва при Аррацолі
Битва при Аррацолі — перша сутичка громадянської війни в федеративній республіці Центральної Америки. Президент республіки та командувач федеральних військ Мануель Арсе розгромив війська держави Сальвадор відправлені для того, щоб скинути його поблизу Гватемала-Сіті, столиці федерації.

## Історія
У 1825 на виборах в центральноамериканській федерації переміг герой боротьби за незалежність республіки генерал Мануель Хосе Арсе, який висувався від ліберальної партії. Однак дуже швидко новообраний президент зазнав впливу багатої гватемальської консервативної сім'ї Ачінени, і допоміг їм здійснити переворот і захопити владу у Гватемалі, посадивши її президента Хуана Буррундіа в в'язницю по звинуваченні в організації змови, через що він вступив в конфлікт з ліберальними президентами інших держав-частин федерації. У березні 1827 року держава Сальвадор направила війська до Гватемали з наміром захопити столицю Федеративної Республіки та повалити Арсе. 1 Але президент Арсе сам прийняв командування своїми федеральними військами та розбив сальвадорців на світанку 23 березня в Аррацолі. Сальвадорська дивізія була розсіяна, а лідери втекли. Табір був усіяний трупами, полоненими, зброєю, амуніцією та багажем. Після цих подій президент Арсе наказав двотисячним федеральним військам під командуванням генерала Мануеля де Арсу окупувати Сальвадор, що стало початком громадянської війни.